# US-amerikanisches Generalkonsulat in Hamburg

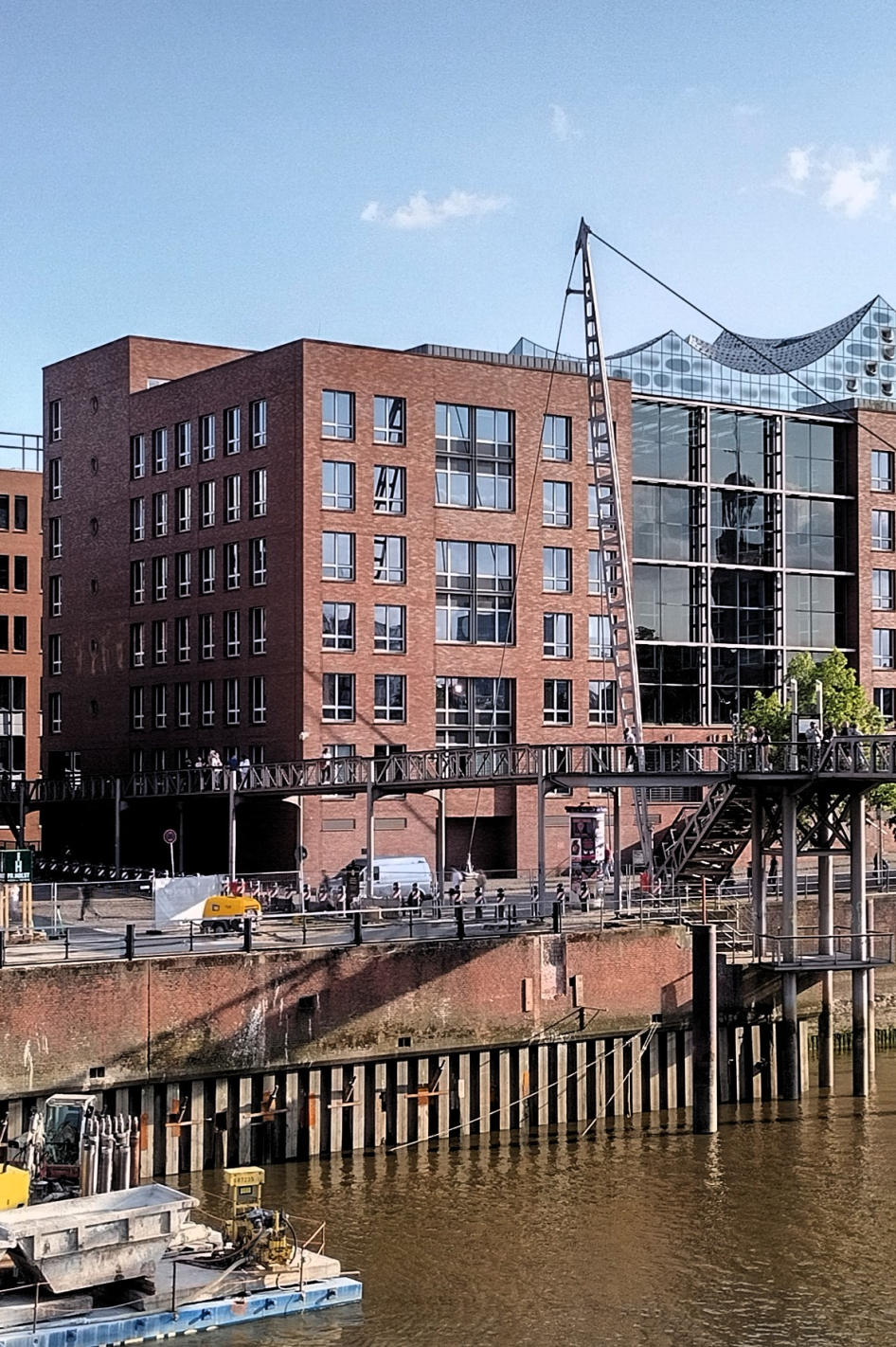
Hamburger-Hafencity, Kehrwieder 8, im 5. OG links das aktuelle US-Generalkonsulat 2023

Seit Sommer 2022 befindet sich das aktuelle US-amerikanische Generalkonsulat in Hamburg in der Hafencity im Amundsen-Haus, das zum Gebäudekomplex des Hanseatic Trade Centers an der Straße Kehrwieder 8–12 gehört, in Nr. 8. Das Generalkonsulat vertritt außer Hamburg die weiteren norddeutschen Bundesländer Niedersachsen, Bremen, Schleswig-Holstein und Mecklenburg-Vorpommern. In diesen Ländern leben etwa 20.000 US-amerikanische Staatsbürger, davon knapp 4.000 in Hamburg.

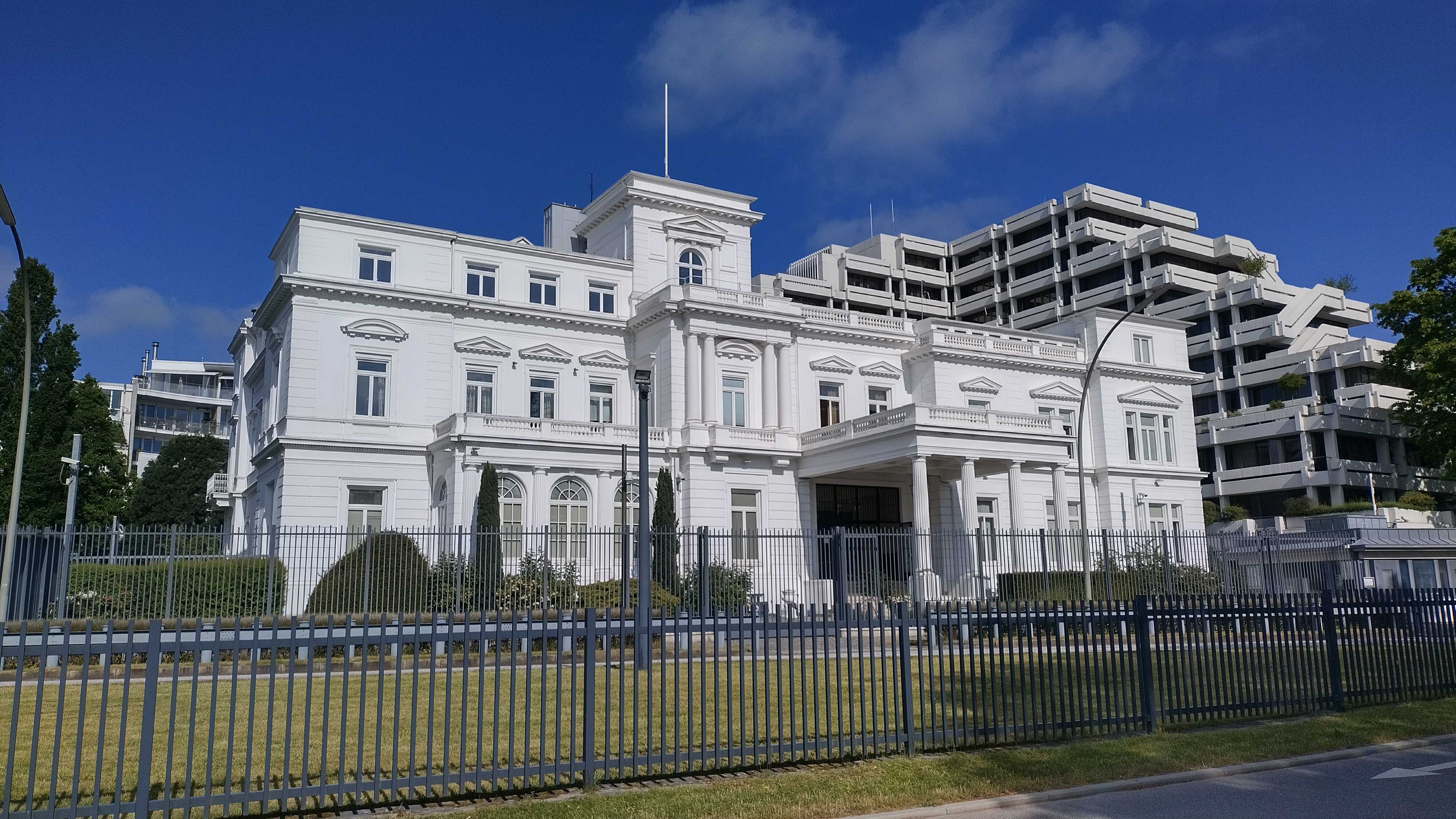
Das ehemalige amerikanische Generalkonsulat 2023

Das ehemalige Gebäude des Amerikanischen Generalkonsulats in Hamburg (1951–2022) ist ein markanter Bau im klassizistischen Stil in exponierter Lage am Alsterufer 27/28 im Stadtteil Rotherbaum an der Außenalster.

## Geschichte des Amerikanischen Konsulats in Hamburg
Das Amerikanische Konsulat in Hamburg wurde am 17. Juni 1790 als erstes US-amerikanisches Konsulat in Deutschland und als elftes Konsulat der Vereinigten Staaten überhaupt gegründet. Erster Vizekonsul wurde John Parish, ein eingebürgerter Hamburger schottischer Herkunft. Drei Jahre später wurde Parish zum Konsul befördert; er trat jedoch bereits 1796 freiwillig zurück. Beginnend mit dem Jahr 1790 vertraten 52 Konsuln oder Generalkonsuln die Vereinigten Staaten in Hamburg und das Konsulat hatte in dieser Zeit mehr als 30 Standorte in der Hansestadt.
Ab den 1830er Jahren bis 1840 bestand auch ein Konsulat in Altona.
Das Konsulat war von Oktober 1917 bis 1922 in Zusammenhang mit der Beteiligung der Vereinigten Staaten am Ersten Weltkrieg geschlossen. Ab 1919 war zwischenzeitlich eine amerikanische Kommission in Hamburg eingesetzt. Der konsularische Dienst wurde erst 1923 wieder aufgenommen und 1924 das Generalkonsulat im Gebäude der Amerika-Linie (HAPAG), Ferdinandstraße 58, eröffnet. Verlegt in die Warburg-Bank, Ferdinandstraße 75 wurde das Generalkonsulat dann 1934 – wo es auf 17 Räume mit acht amerikanischen Beamten, drei amerikanischen Angestellten und 14 Ortsansässigen anwuchs.
Wegen angeblicher Spionagevorwürfe im Zweiten Weltkrieg musste 1941 das Hamburger Konsulat geschlossen werden. Von 1941 an wurden alle Interessen amerikanischer Konsulate in Deutschland vertreten durch die Schweizerische Gesandtschaft. Erst 1946 nahm das Konsulat am Neuen Jungfernstieg 16 in der Hamburger Dependance der Deutsch-Südamerikanischen Bank seine Tätigkeit wieder auf, zog jedoch wenige Monate später im November in das damalige Esso-Haus am Neuen Jungfernstieg 21, dem späteren HWWA.
Während des Kalten Kriegs spielte das Hamburger Konsulat eine besondere Rolle, da sein Standort nur 80 Kilometer vom Eisernen Vorhang entfernt war.

### Das Gebäude am Alsterufer 27/28
1950 kaufte die US-Regierung das Gebäude am Alsterufer, in dem das Generalkonsulat nach einem Umbau seit 1951 seinen Sitz hatte. Bei Ausbaumaßnahmen im Konsulatsgebäude 1955 – der Grund waren 26 neu zu schaffende Räume – entdeckten laut einem Bericht des Hamburger Abendblatts „Bauarbeiter sechs Betonsockel, die mit 30-Kilo-Sprengladungen sowie Uhrwerks- und Fernzündern gespickt waren, und den Amerikanern wurde klar, dass sie jahrelang auf einem Pulverfass gelebt hatten. Die Sprengladungen waren eine Hinterlassenschaft der Nazis, deren Gauleitung bis Kriegsende in dem Haller-Bau stationiert war.“ Das Richtfest wurde am 23. Juni 1955 gefeiert. Ende September 1984 wurde damit begonnen, um das gesamte Konsulatsgebäude einen Metallzaun zu errichten. Anlass gegeben hatte der Bombenanschlag auf die US-Botschaft in Beirut 1983. Eine Tradition war das Aufstellen eines mit bunten Lichtern geschmückten Weihnachtsbaums auf dem Säulenvorbau, die Riesentanne war seit 1952 ein alljährliches Geschenk der Stadt Hamburg. Das US-Generalkonsulat an der Alster war während seines Bestehens immer wieder Versammlungspunkt von Menschen, die ihre Gefühle und Positionen gegenüber den USA zu Ausdruck bringen wollten. Beispielsweise zogen am Abend des 25. November 1963 – um John F. Kennedys Trauerfeier zu gedenken – mehr als 80.000 Menschen schweigend an der US-Vertretung vorbei.
Seit den Terroranschlägen vom 11. September 2001 in New York City gehörte das Generalkonsulat zu den bestbewachten Orten der Stadt. Die Straße Alsterufer in der Umgebung des Gebäudes wurde in deren Folge gesperrt, zudem richtete die Polizei Hamburg mit der „Zentraldirektion 54“ eine Dienststelle ein, die das Generalkonsulat sowie weitere diplomatische Vertretungen und Einrichtungen bewachte. Polizisten bestreiften rund um die Uhr den Bereich vor dem Generalkonsulat.

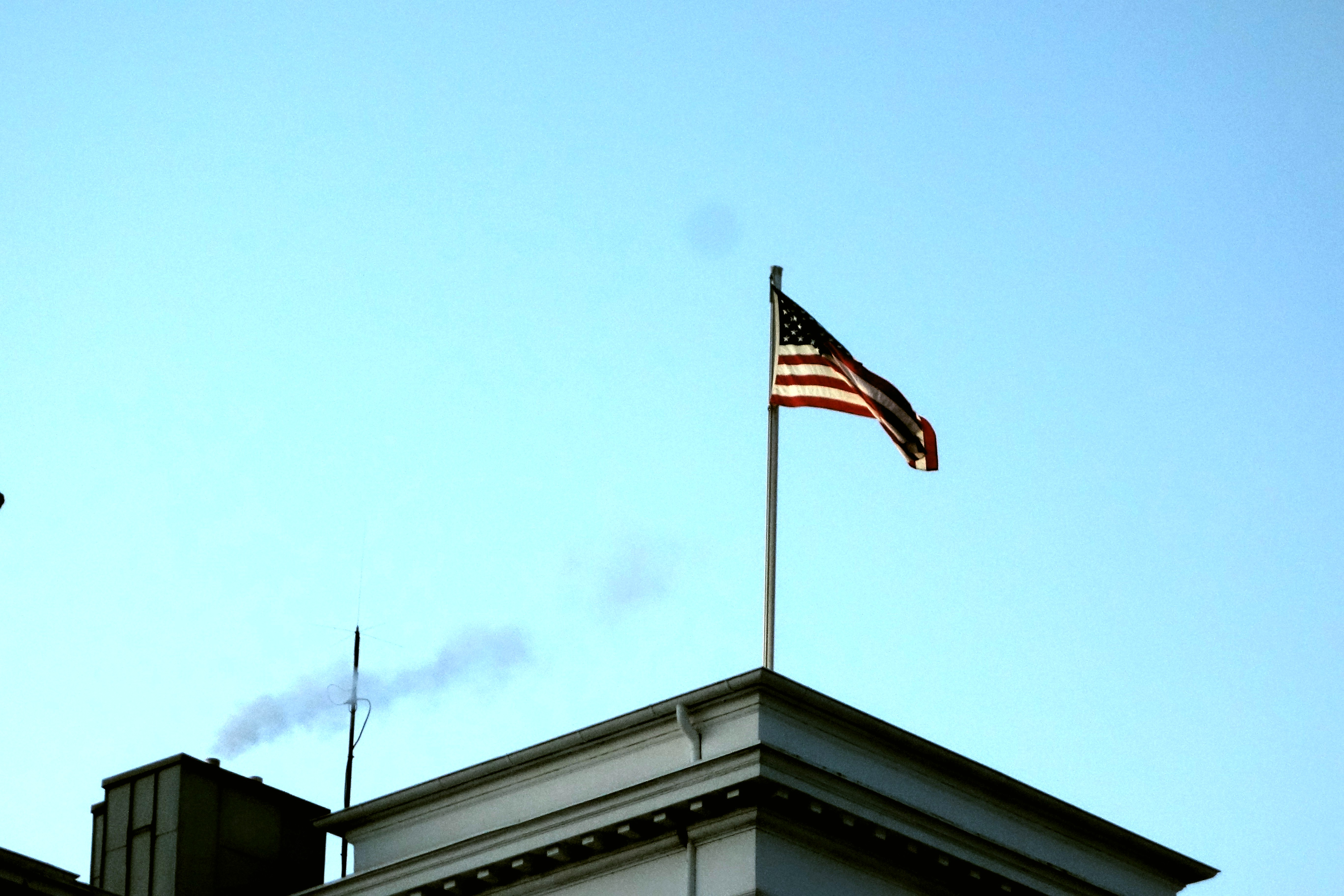
US-Flagge, langjährig markantes Erkennungszeichen auf dem Dach des sogenannten „Kleinen Weißen Hauses“ an der Alster (Foto: 2021)
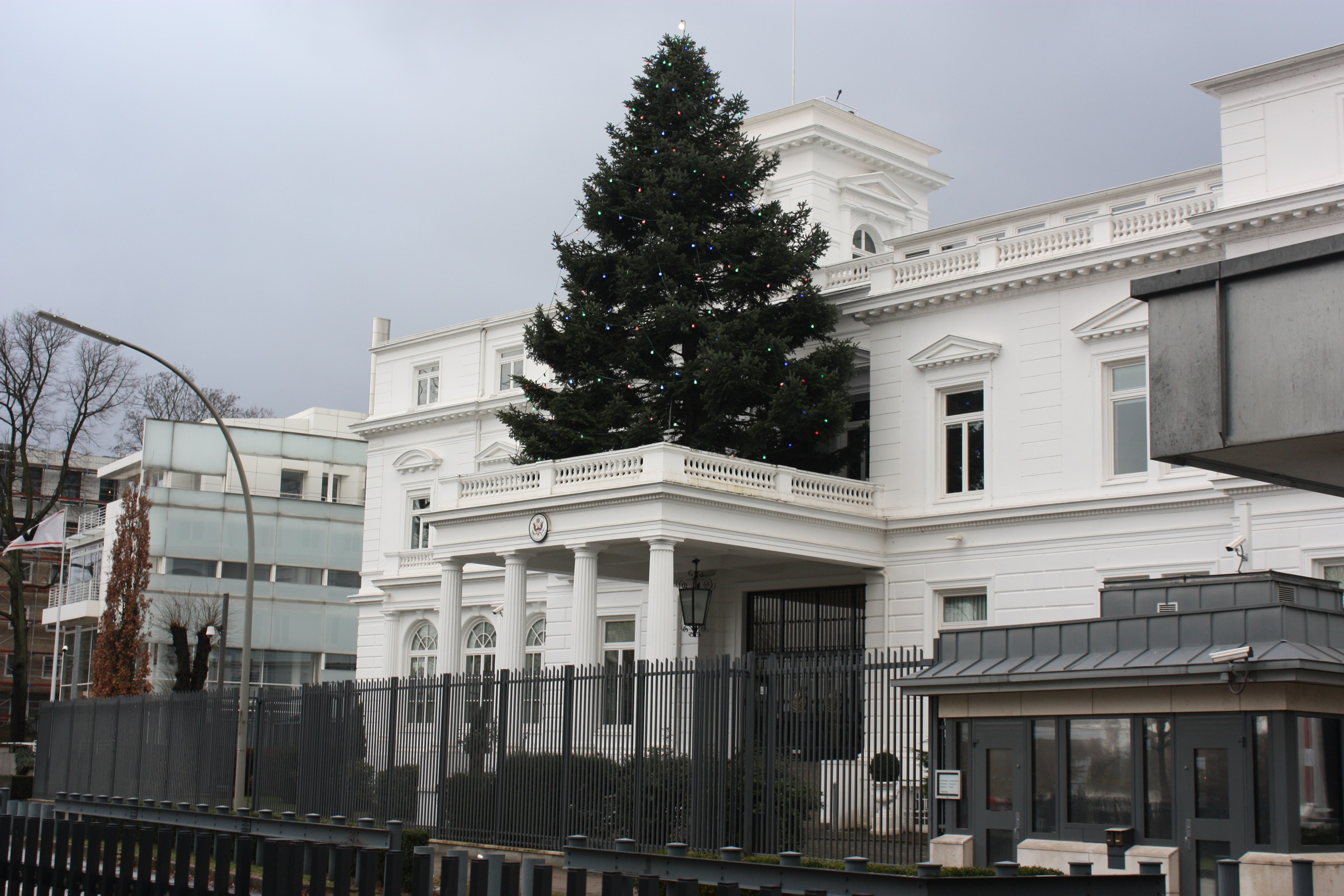
Das ehemalige Amerikanische Generalkonsulat mit Weihnachtsbaum (Foto: 2010)
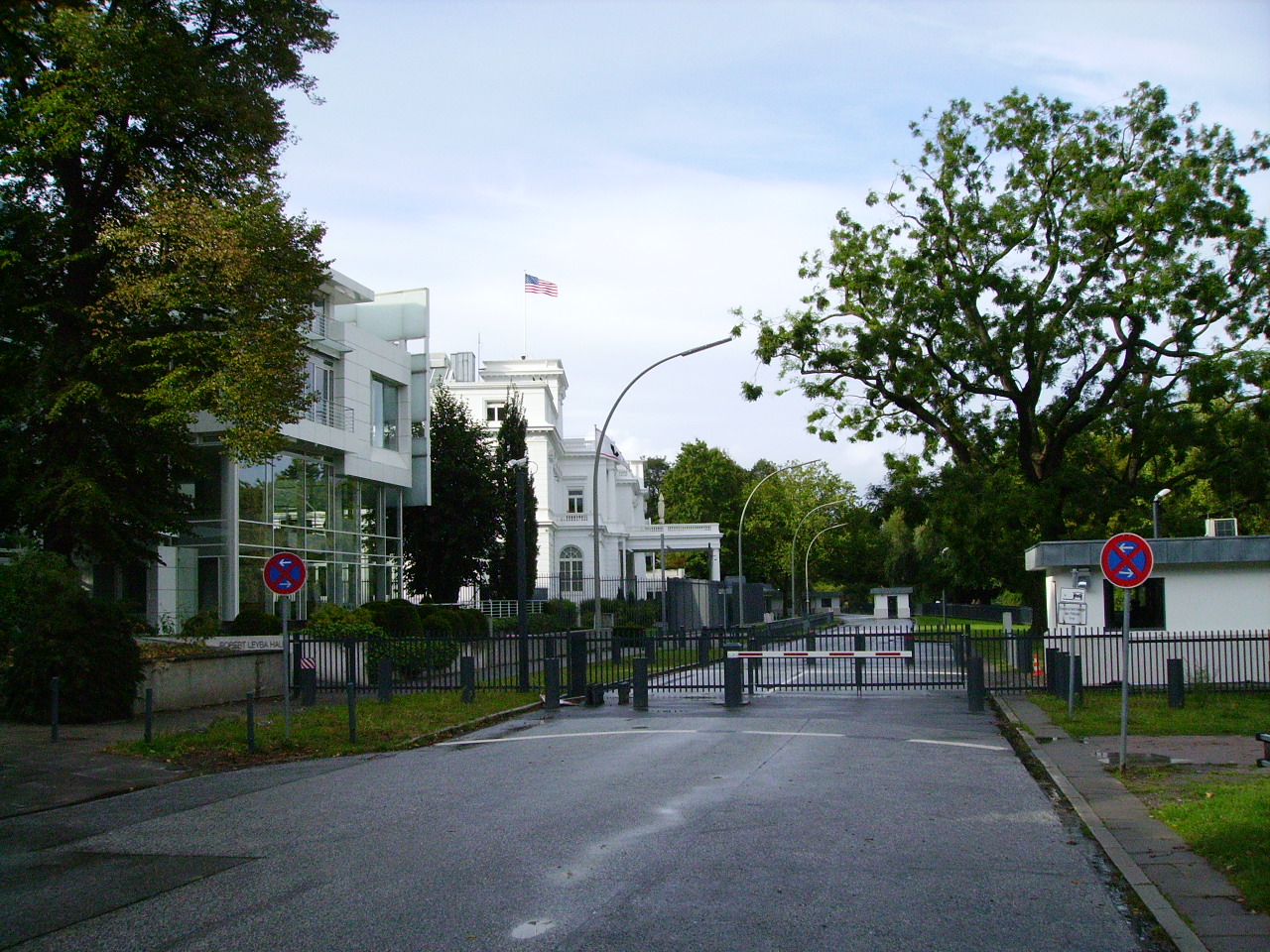
Gesperrte Straße Alsterufer vor dem ehemaligen Konsulat (Foto: 2009)
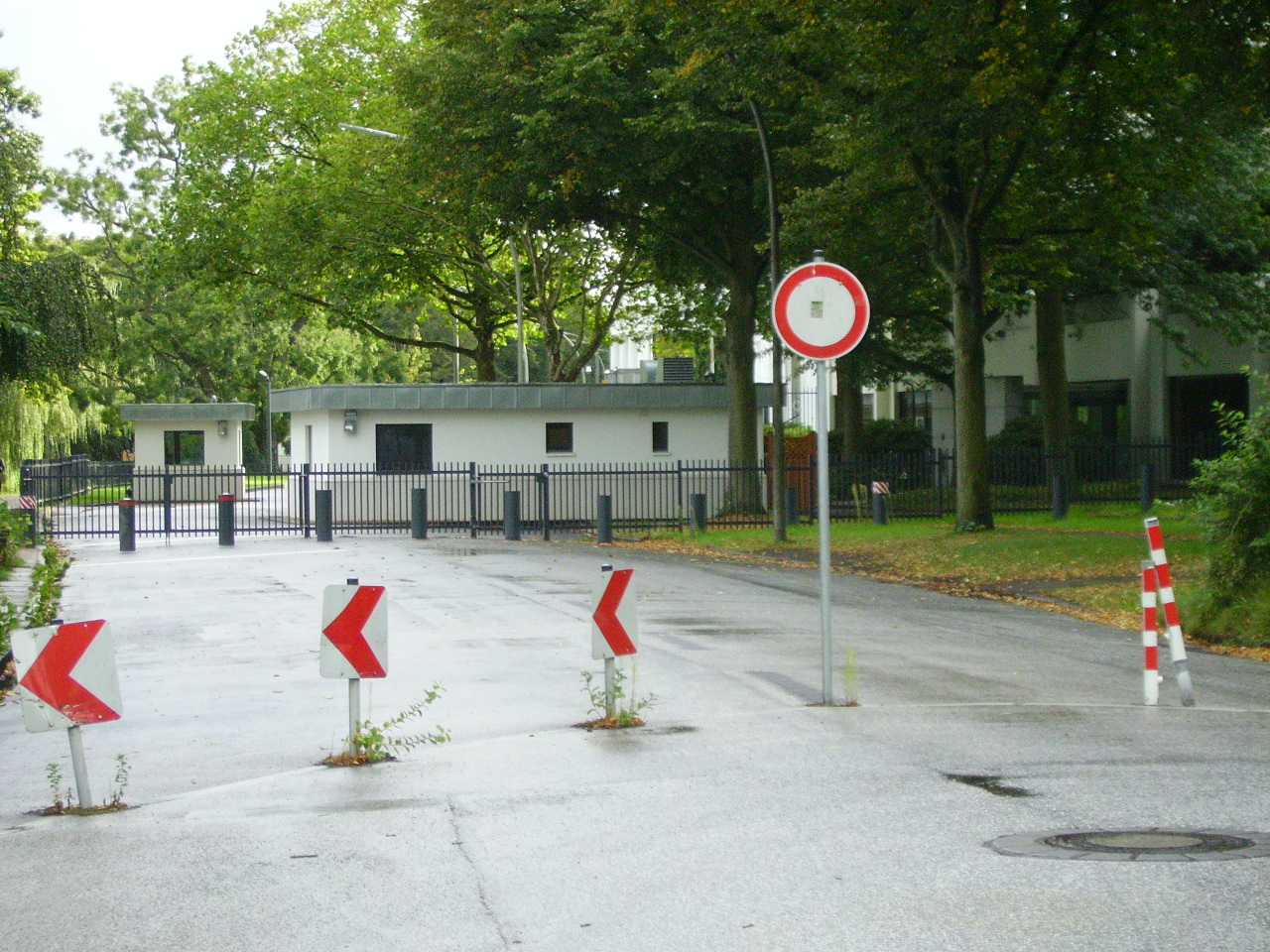
Gesperrte Straße Alsterufer, Blick aus Richtung Harvesterhuder Weg (Foto: 2009)
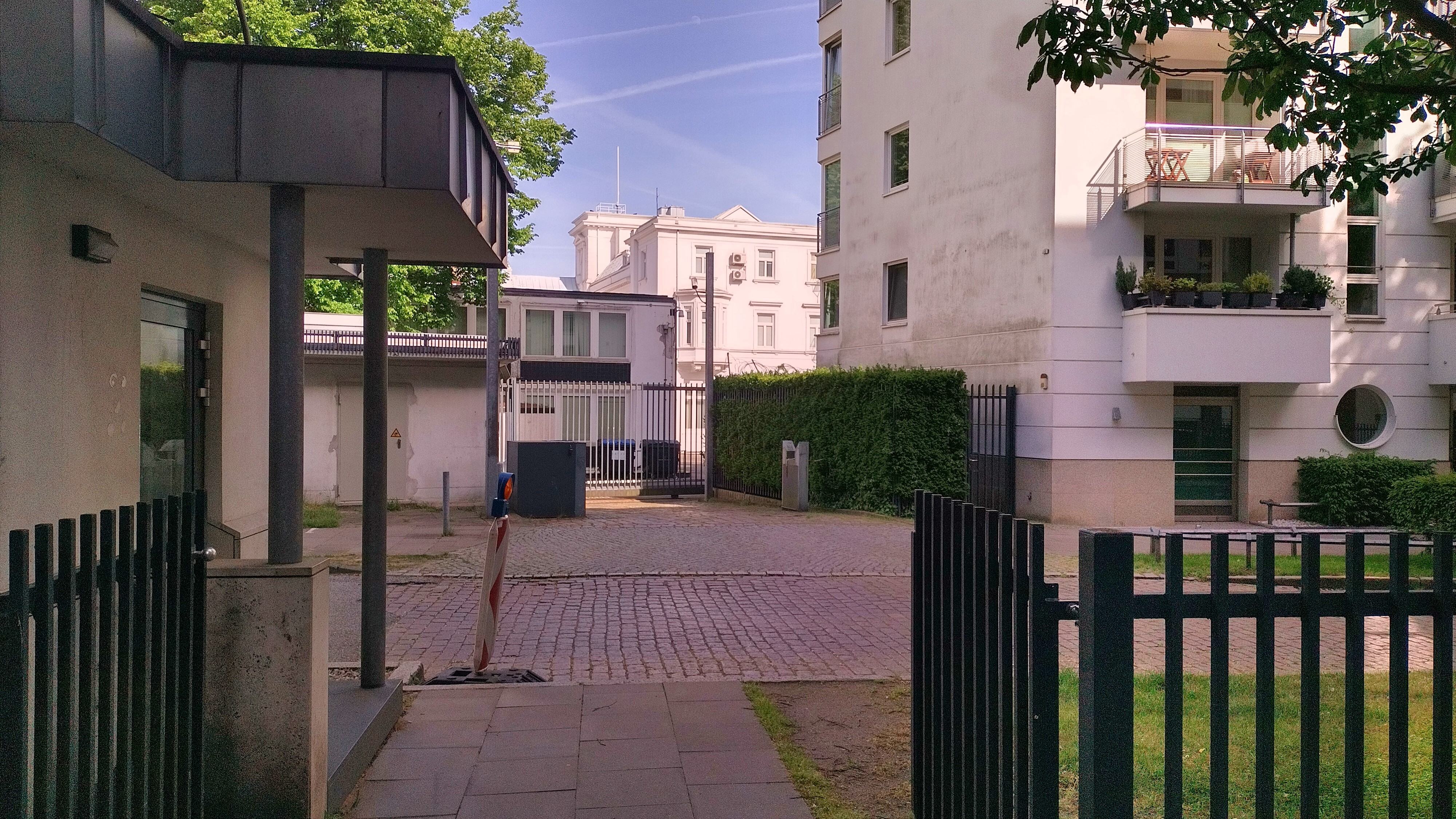
Blick auf US-Generalkonsulat Hamburg vom Standpunkt Rückseite, Warburgstraße, die wieder für den Verkehr freigegeben wurde (Foto 2023)
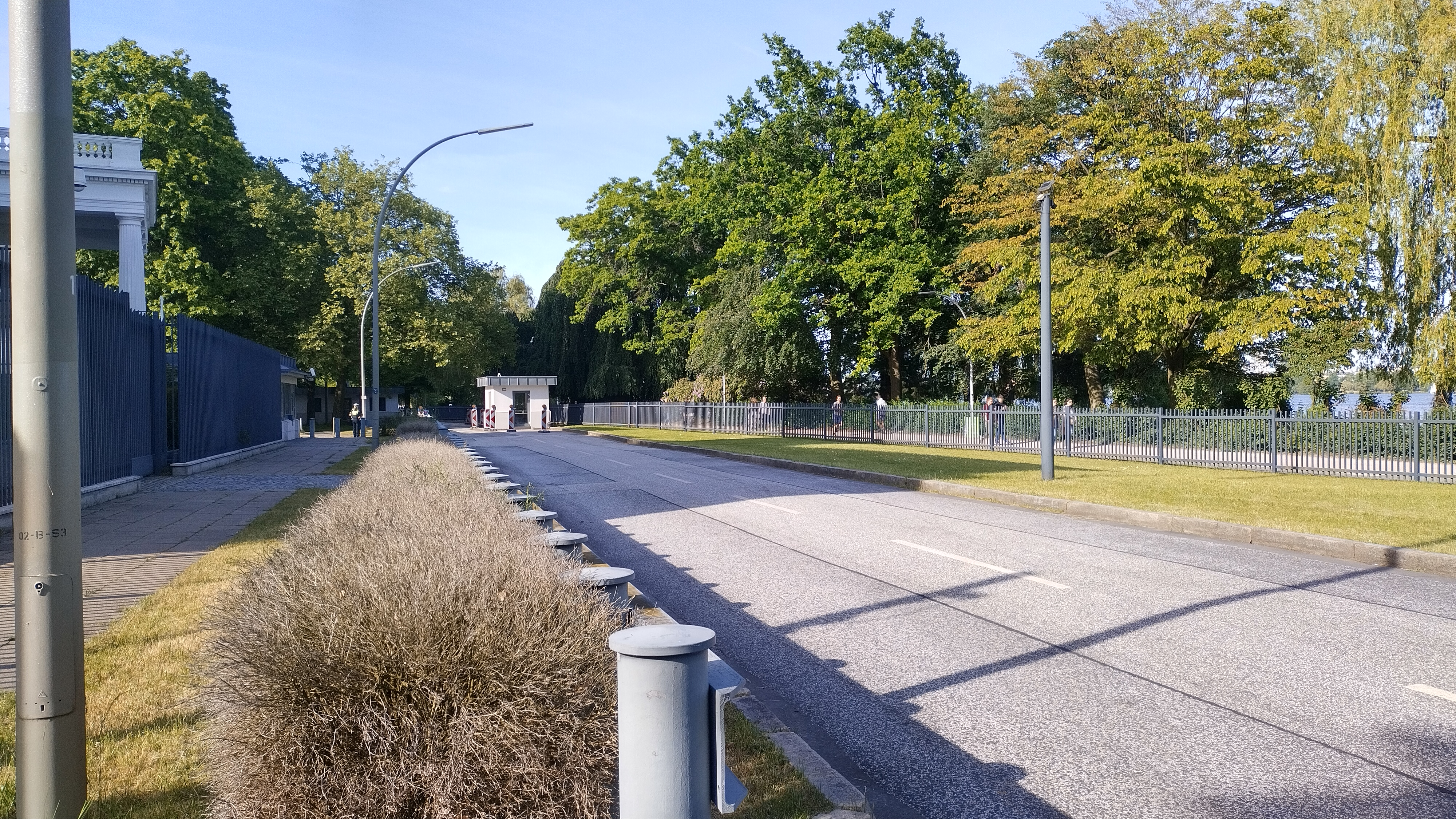
Der für Fußgänger und Fahrräder wieder freigegebene Sicherheitsbereich vor dem US-Generalkonsulat (Foto: 2023)

### Umzugspläne und neuer Standort seit 2022 in der Hafencity

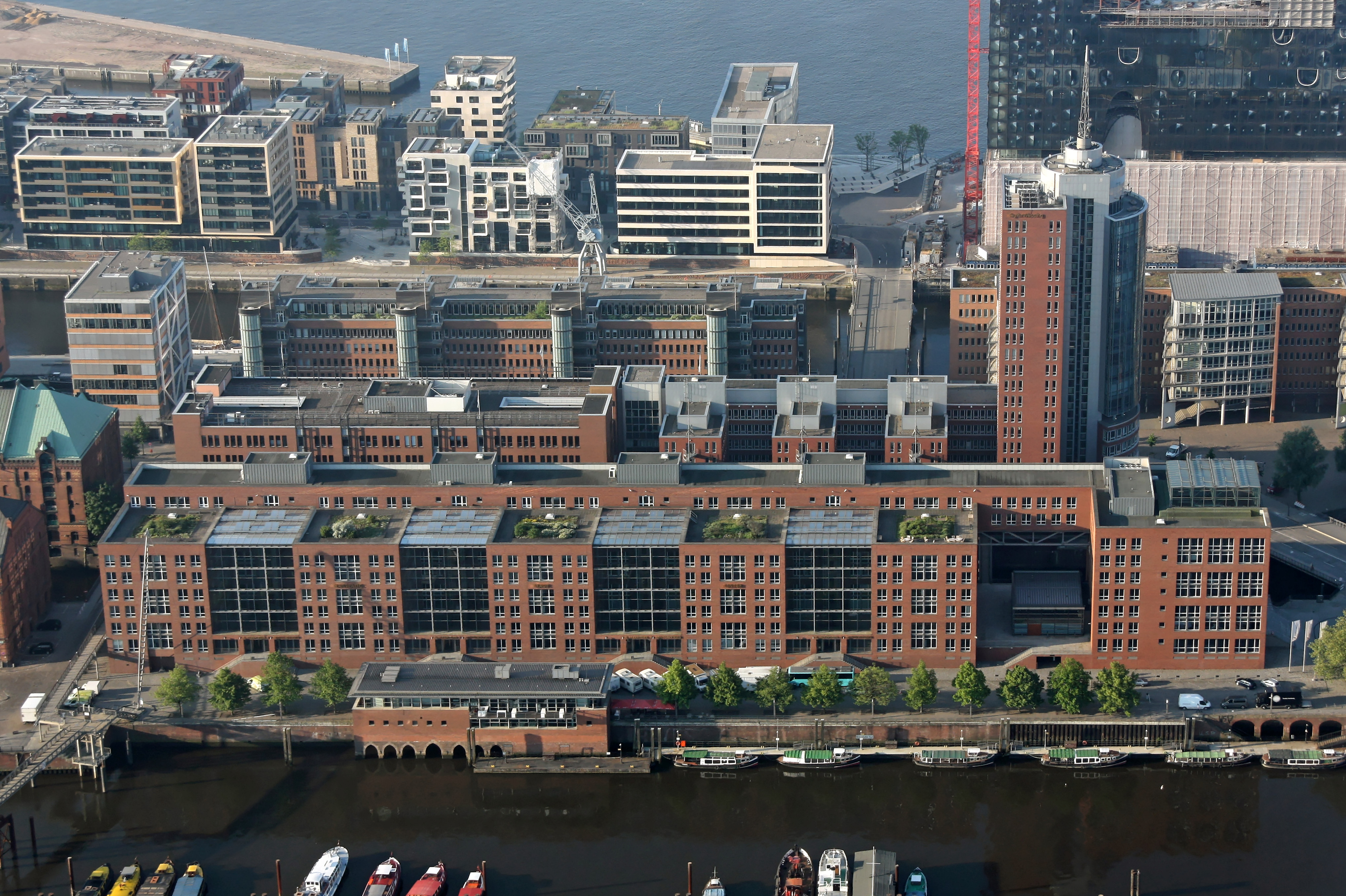
US-Generalkonsulat im Amundsen-Haus, Kehrwieder 8, im Gebäudekomplex des Hanseatic Trade Centers an der Straße Kehrwieder in der Hafencity (Foto: 2013)

Anfang August 2014 wurden Umzugspläne des US-Generalkonsulats bekannt, im Gespräch seien Räume des Brahms Kontors am Holstenwall gegenüber der Laeiszhalle. Ende Oktober 2014 gab es Berichte, dass der geplante Umzug aus Sicherheitsgründen und wegen mangelnden Kaufinteresses zurückgezogen worden sei. Eine Teilvermietung von Räumen des Konsulats sei nun angedacht. Am 26. September 2015 wurde durch die Medien erneut berichtet, dass das Haus an der Alster verkauft werden solle und ein Umzug in die Hafencity bevorstünde, in deren Folge die Straßensperren am „kleinen Weißen Haus“ an der Außenalster nach Auszug aufgehoben werden. Ein Termin für den Umzug stand im November 2020 immer noch nicht fest.
Am 14. Juli 2022 wurde bekannt, die Immobilie an der Alster werde in Eigenregie saniert und möglicherweise danach erneut vom Generalkonsulat bezogen. Zwischenzeitlich habe das US-Generalkonsulat seine Arbeit in der Hafencity aufgenommen, die offizielle Eröffnung fand am 1. August 2022 statt. Der neue Standort befindet sich im Amundsen-Haus – das zum Gebäudekomplex des Hanseatic Trade Centers gehört – an der Straße Kehrwieder 8 im 5. Obergeschoss des linken Würfelgebäudes, an der Ecke Kehrwiedersteg zwischen dem Binnenhafen und dem Kehrwiederfleet. Mit dem Umzug in die Hafencity schied auch der bisherige Generalkonsul Darion Akins nach drei Jahren Dienst in Hamburg aus, sein Nachfolger seitdem ist Jason Chue. Im Januar 2023 wurde die Straßensperrung am Alsterufer für Fußgänger und Radfahrer unmittelbar vor dem Gebäude aufgehoben, jedoch nicht für den Autoverkehr, und der Sprecher des U.S. Consulate General bestätigte gegenüber den Medien, „Das Außenministerium hat den Verkauf genehmigt“ und das Gebäude werde dahingehend vorbereitet. Im Februar 2024 wurde der Verkauf der Doppelvilla an die Münchener Immobiliengruppe Derag offiziell bestätigt, die den Gebäudekomplex in ein Hotel umbauen will.

## Geschichte des Gebäudes am Alsterufer

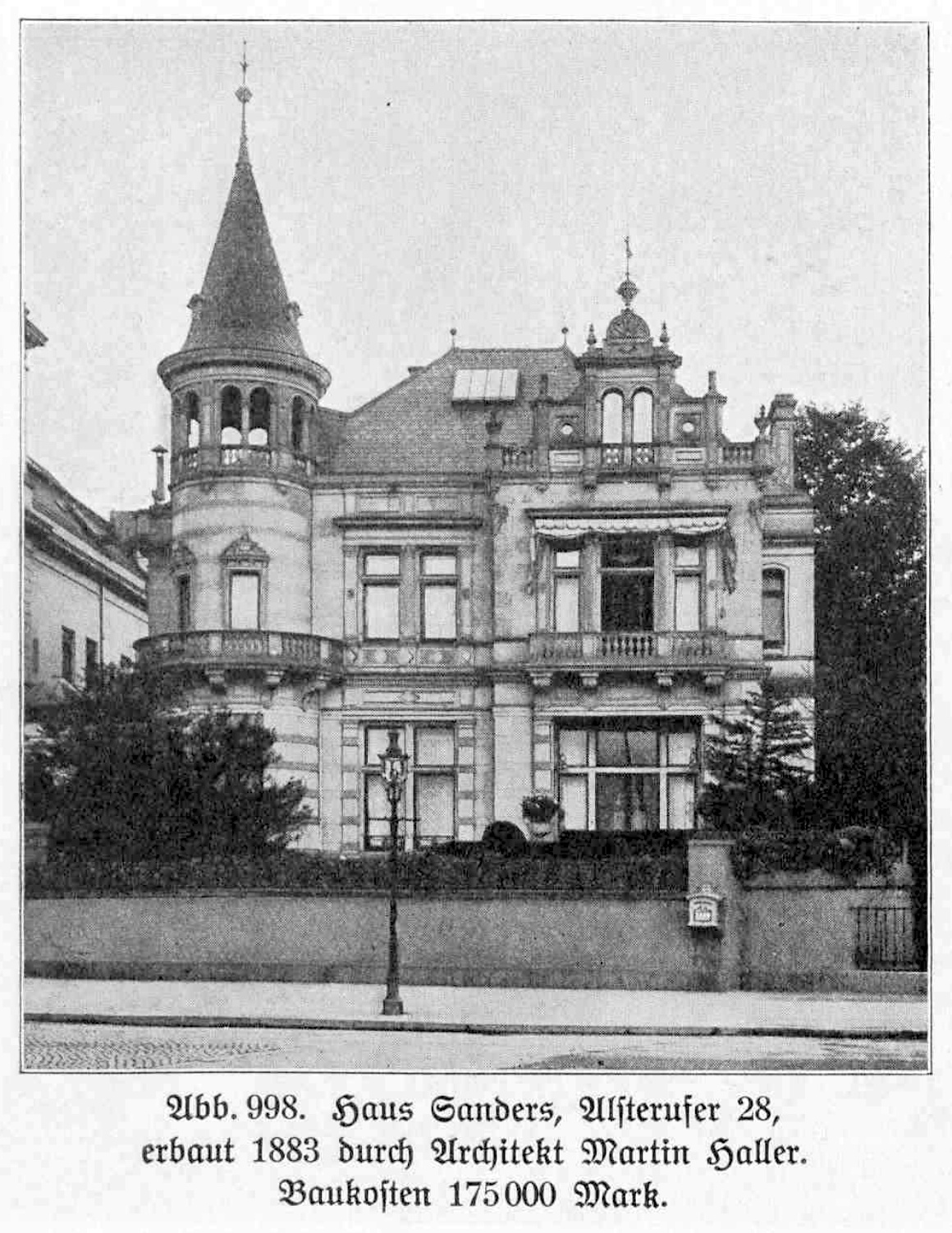
Alsterufer 28, Haus Sanders

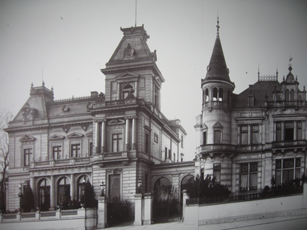
Die Villen Michaelsen und Rée, um 1893

Die beiden Villen am Alsterufer 27/28 sind denkmalgeschützte Bauten – unter der ID 19190 – und wurden ursprünglich von Martin Haller in unterschiedlichen Stilen des Neobarock (Nr. 27) und der Neorenaissance (Nr. 28) entworfen. Das linke größere Haus (Nr. 27) wurde 1882 für den Kaufmann Gustav Michaelsen erbaut, der es 1891 an Wilhelm Anton Riedemann verkaufte, der als Pionier der Tankschifffahrt und einer der Gründer der Deutsch-Amerikanischen Petroleum-Gesellschaft (später Esso) bekannt ist. Das Nachbarhaus (Nr. 28) entstand 1883 für den Geschäftsmann Julius Rée, der es nach seiner Fertigstellung an Eduard Sanders, den Geschäftspartner und Schwiegersohn von Riedemann, verkaufte. Beide Gebäude waren durch einen Torbogen verbunden.
Von 1934 bis 1945 wurde das Ensemble als Hauptquartier der Nationalsozialisten in Hamburg genutzt. Der Gauleiter und Reichsstatthalter Karl Kaufmann richtete dort die Gauleitung ein. Die Villen wurden zu diesem Zweck durch die Architekten Elingius und Schramm umgebaut und miteinander verbunden, wobei die rechte kleinere Rée-Villa durch Entfernung allzu malerischer Fassadendetails im Stil der französischen und deutschen Renaissance dem Stil des Michaelsen-Hauses angepasst wurde.
Nach dem Zweiten Weltkrieg lag Hamburg in der britischen Besatzungszone und die britische Militärregierung konfiszierte und nutzte das Gebäude. Im Mai 1950 erwarb es die amerikanische Regierung von den Erben der Eigentümer. Es wurde durch die Architekten Schoch und Gundlach mit nunmehr klassizistischen Fassaden umgebaut und durch den Säulenvorbau, dem Weißen Haus in Washington nachempfunden, ergänzt. Das Konsulat bezog es am 15. August 1951. Nach dem Umbau wurde das seither wie sein amerikanisches Vorbild strahlend weiße Gebäudeensemble, geprägt auch durch die Medien, im Volksmund von vielen das „Kleine Weiße Haus an der Alster“ genannt, auch für Ortsfremde sofort erkennbar durch die große gehisste Flagge der Vereinigten Staaten auf dem Bau. In einem Hamburger Abendblatt-Artikel aus dem Jahr 2017 wird der Bau beschrieben: „Das Gebäude ist eine der schönsten und wertvollsten sowie geschichtsträchtigsten Villen [...]. Massive Marmorsäulen wurden innen verbaut, ein grandioser Boden, wunderbare Decken, Gemälde an den Wänden – ein Millionenwert schon damals.“